# Petrovice (Velké Petrovice)
Petrovice (německy Petrowitz) je část obce Velké Petrovice v okrese Náchod. Nachází se na západě Velkých Petrovic. Petrovice leží v katastrálním území Velké Petrovice o rozloze 4,65 km². V katastrálním území Velké Petrovice leží i Petrovičky.

## Historie
První písemná zmínka o vesnici pochází z roku 1255. Roku 1341 vesnice patřila Hynkovi z Dubé, který ji tehdy prodal břevnovskému klášteru. Opat Oldřich II. v letech 1366–1378 Petrovice s dalšími vesnicemi pronajal Janu Kdulincovi. Po smrti Kdulincovy manželky Bonuše klášter povolil polickému proboštu Petrovi a jeho bratru Kunešovi z Pravětic, aby vsi od Jana Kdulince vykoupili a až do své smrti užívali.
V letech 1869–1890 k vesnici patřily Velké Petrovice.